# Sesma de Barrachina
La sesma de Barrachina era una de las sesmas o divisiones administrativas de la comunidad de aldeas de Daroca. Se mantuvo vigente desde la creación de la comunidad por Jaime I de Aragón en el año 1248 hasta la creación de las actuales provincias de Zaragoza y Teruel en 1833, aunque perduró hasta 1838.

Las 6 sesmas de la comunidad de aldeas de Daroca
Sesma de Langa
Sesma de Jiloca
Sesma de Barrachina
Sesma de Gallocanta
Sesma de Trasierra
Sesma de la Honor de Huesa

- Barrachina
- Pancrudo
- Allueva
- Alpeñés
- Bañón
- Cosa (Teruel)
- Lagueruela
- Fonfría (Teruel)
- Rubielos de la Cérida
- Torre los Negros
- Torrecilla del Rebollar
- Bea (Teruel)
- Olalla

|  |